# Rene Daalder
Rene Daalder (* 3. März 1944 in Texel, Niederlande; † 31. Dezember 2019) war ein niederländischer Filmregisseur und Drehbuchautor.

## Filmografie (Auswahl)
- 1976: Massaker in Klasse 13 (Massacre at Central High)
- 1995: Es lebt! (Habitat)
- 1997: Hysteria